# Polar Music Prize

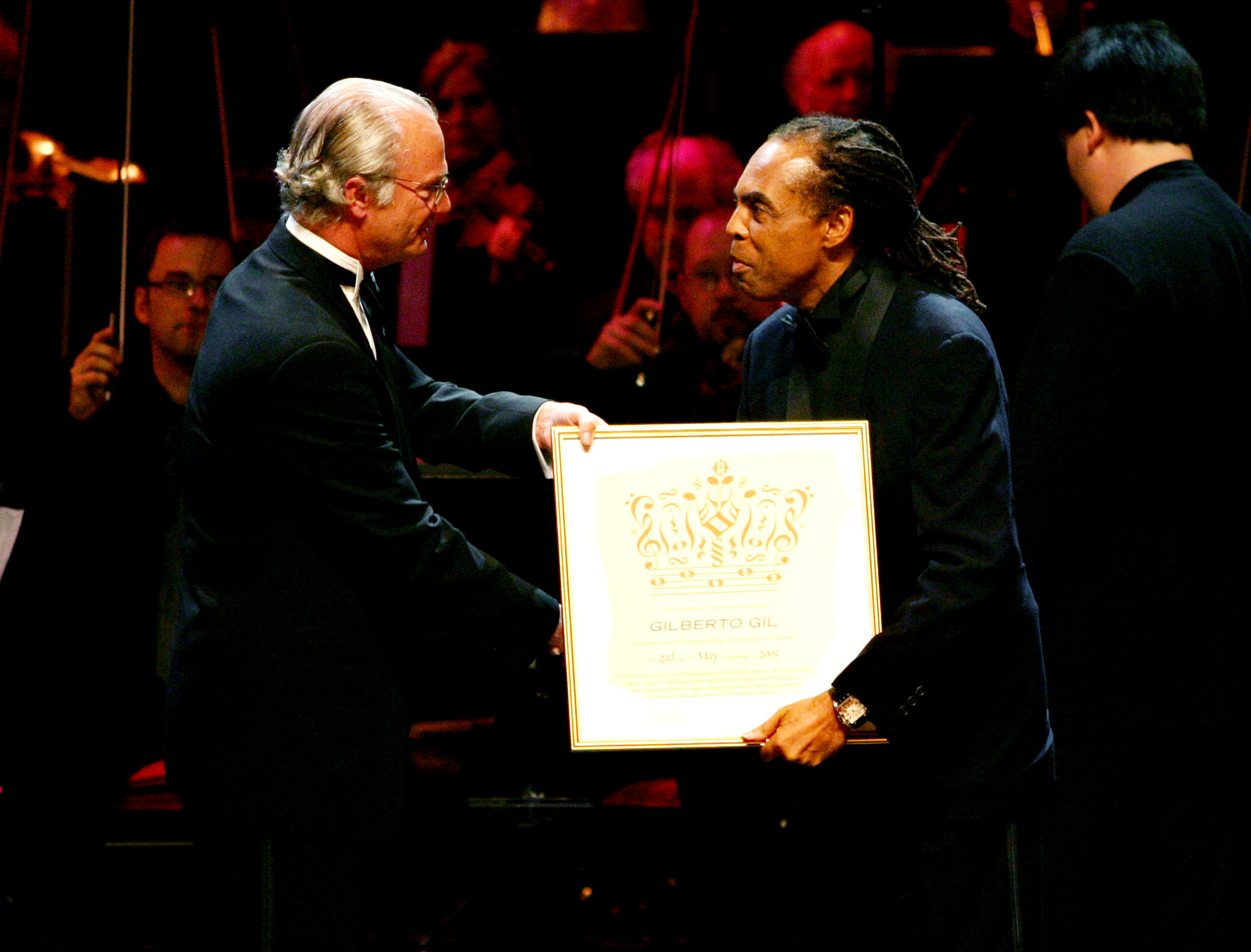
König Carl XVI. Gustaf von Schweden überreicht Gilberto Gil den Polar Music Prize (2005)

Der Polar Music Prize ist ein schwedischer Musikpreis, mit dem seit 1992 jährlich in der Regel ein Popkünstler und ein klassischer Musiker gewürdigt wird; auch eine Musikgruppe kann Preisträger sein. Der Preis ist mit jeweils 1 Million Kronen dotiert. Er wird aus der Hand des schwedischen Königs verliehen und gilt deshalb als inoffizieller „Nobelpreis für Musik“; diesen Ruf teilt er sich mit dem Ernst von Siemens Musikpreis.
Der Polar Music Prize wurde 1989 von dem schwedischen Geschäftsmann, Produzenten und Musikverleger Stig Anderson gestiftet und nach dessen Label Polar Music benannt. Er wird heute von der Stig Anderson Music Award Foundation verwaltet. Deren Vorstand ist mit Mitgliedern von Andersons Familie und Experten aus der Musikbranche besetzt und bestimmt die zwölfköpfige Jury. Die unabhängige Jury wählt die Preisträger aus den Nominierungen aus, die ebenso aus der Öffentlichkeit wie vom Internationalen Musikrat eingereicht werden.

## Preisträger
Quelle:

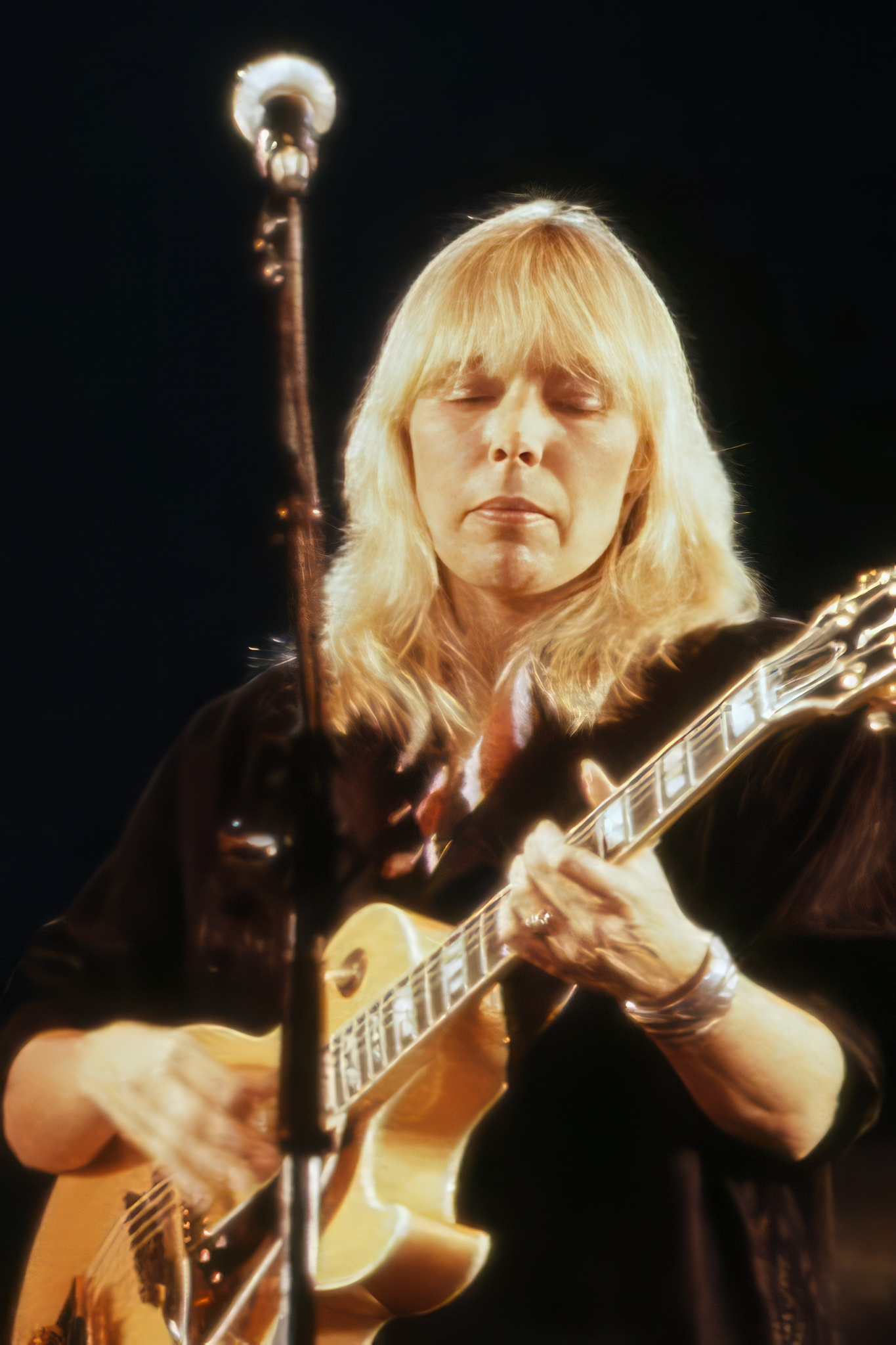
Die erste Frau unter den Gewinnern: Joni Mitchell (1996)

- 1992 Paul McCartney und die drei baltischen Staaten – den drei noch jungen baltischen Staaten Estland, Lettland und Litauen wurde der Preis zur Förderung ihrer nationalen Musikkultur verliehen[6]
- 1993 Dizzy Gillespie und Witold Lutosławski
- 1994 Quincy Jones und Nikolaus Harnoncourt
- 1995 Elton John und Mstislaw Rostropowitsch
- 1996 Joni Mitchell und Pierre Boulez
- 1997 Bruce Springsteen und Eric Ericson
- 1998 Ray Charles und Ravi Shankar
- 1999 Stevie Wonder und Iannis Xenakis
- 2000 Bob Dylan und Isaac Stern
- 2001 Burt Bacharach, Robert Moog und Karlheinz Stockhausen – ausnahmsweise drei Preisträger, darunter Robert Moog, der für seine Erfindung des Synthesizers Minimoog ausgezeichnet wurde
- 2002 Miriam Makeba und Sofia Gubaidulina
- 2003 Keith Jarrett – der Preis wurde in diesem Jahr nur einmal vergeben, da Keith Jarrett nicht nur als Jazzpianist, sondern auch als Interpret klassischer Stücke von J. S. Bach, Händel, Mozart, Schostakowitsch und Pärt erfolgreich war[7]
- 2004 B. B. King und György Ligeti
- 2005 Gilberto Gil und Dietrich Fischer-Dieskau
- 2006 Led Zeppelin und Waleri Gergijew
- 2007 Sonny Rollins und Steve Reich
- 2008 Pink Floyd und Renée Fleming
- 2009 Peter Gabriel und José Antonio Abreu mit seinem musikalischen Netzwerk El Sistema
- 2010 Björk und Ennio Morricone
- 2011 Patti Smith und Kronos Quartet
- 2012 Paul Simon und Yo-Yo Ma
- 2013 Youssou N’Dour und Kaija Saariaho
- 2014 Chuck Berry und Peter Sellars
- 2015 Emmylou Harris und Evelyn Glennie
- 2016 Max Martin und Cecilia Bartoli
- 2017 Sting und Wayne Shorter
- 2018 Metallica und Afghanistan National Institute of Music – letzterer Preisträger ist ausnahmsweise eine Musikschule[8]
- 2019 Grandmaster Flash, Playing for Change und Anne-Sophie Mutter – ausnahmsweise drei Preisträger
- 2020 Diane Warren und Anna Netrebko
- 2021 nicht vergeben
- 2022 Iggy Pop und Ensemble intercontemporain
- 2023 Chris Blackwell, Angélique Kidjo und Arvo Pärt
- 2024 Nile Rodgers und Esa-Pekka Salonen
- 2025 Queen, Herbie Hancock und Barbara Hannigan[9]